# Jerevans djurpark

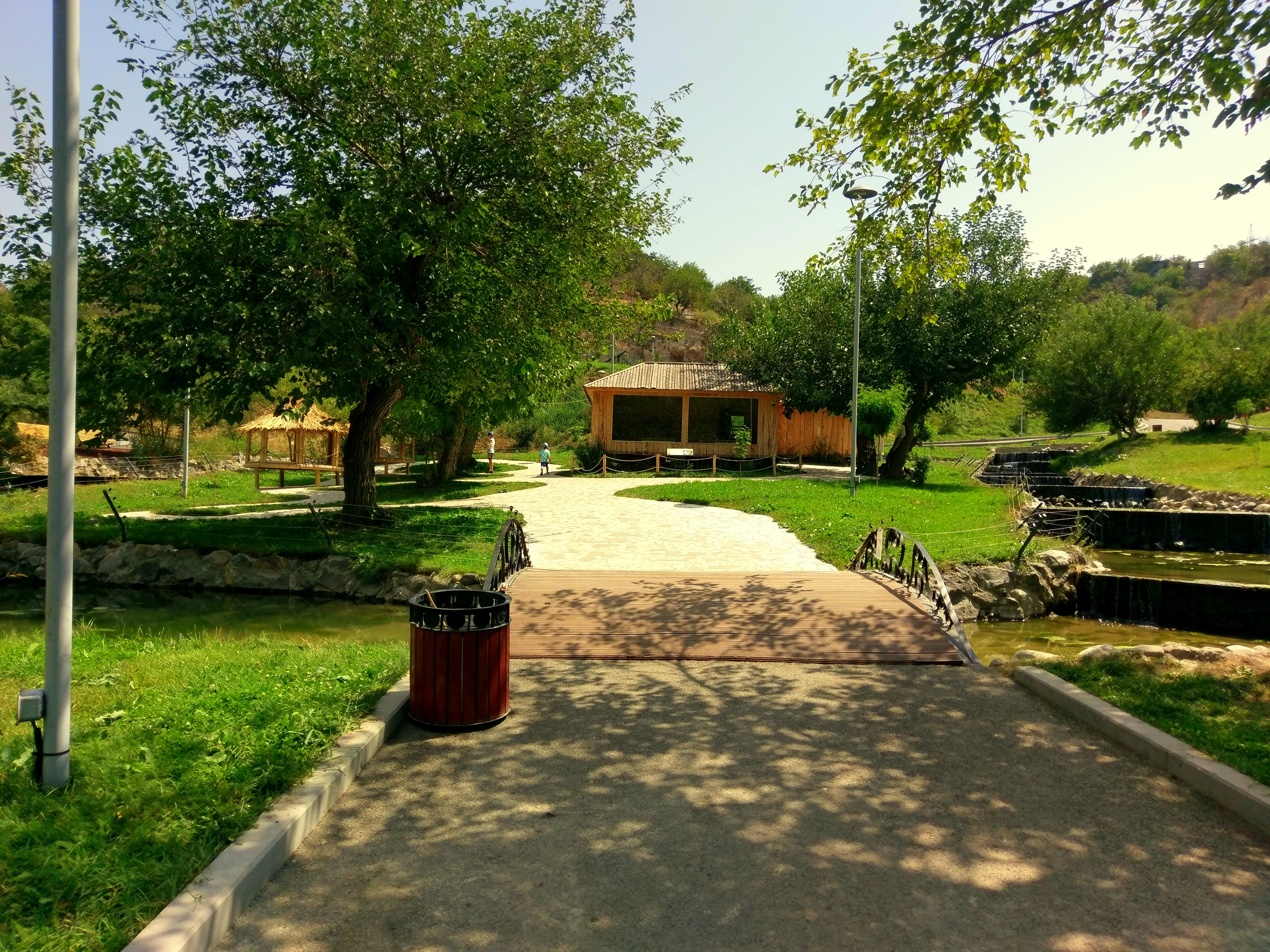
Jerevans djurpark.

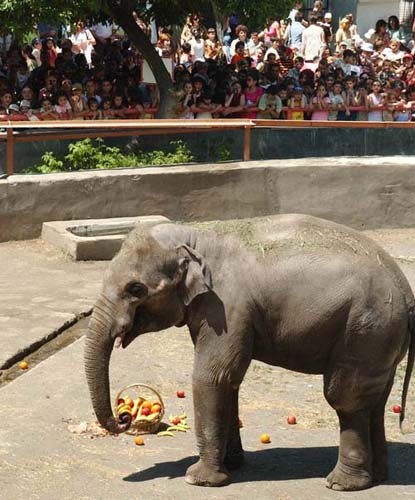
Elefanten Grantik.

Jerevans djurpark (armeniska: Երևանի կենդաբանական այգի, Yerevani kendabanakan aygi) är en 35 hektar stor djurpark i Jerevan i Armenien. Den öppnades 1940. I djurparken finns sammanlagt omkring 2 700 djur av 204 arter.
Arterna som djurparken samlat kommer från södra Kaukasus och Armenien och inkluderar syrisk brunbjörn, besoarget, armenisk mufflonfår och korpkondor. Andra arter är afrikanskt lejon, bengalisk tiger och sibirisk tiger, fläckig hyena, kaukasisk lo samt den indiska elefanten Grantik.
Stiftelsen "Foundation for the Preservation of Wildlife and Cultural Assets" övertog 2011 skötseln av Jeravans djurpark. Den har hyrt och övertagit vården av ett 839 hektar stort område nära Khosrovreservatet och samarbetar med Jerevans djurpark för att använda detta område för att återskapa habitat för vilda djur och återinföra individer ur hotade arter till ett liv i det fria.

## Djurarter i Jerevans djurpark 2018

### Fåglar
| Art                            | Vetenskapligt namn                                        | Foto |
| ------------------------------ | --------------------------------------------------------- | ---- |
| Örnvråk                        | Buteo rufinus                                             |      |
| Kokoslorikit                   | Trichoglossus haemotodus                                  |      |
| Lammgam                        | Gypaetus barbatus                                         |      |
| Påfågel, vanlig och lausistisk | Pavo cristatus                                            |      |
| Berghöna                       | Alectoris chukar                                          |      |
| Diamantfasan                   | Chrysolophus amherstiae                                   |      |
| Fasan vanlig och rumänsk fasan | Phasianus colchicus und Phasianus colchius var. romanisch |      |
| Gåsgam                         | Gyps vulvus                                               |      |
| Guldfasan                      | Chrysolophus pictus                                       |      |
| Gråjako                        | Psittacus erithacus                                       |      |
| Emu                            | Dromaius novaehollandiae                                  |      |
| Grönvingad ara                 | Ara chloroptera                                           |      |
| Hjälmpärlhöna                  | Numida meleagris                                          |      |
| Knölsvan                       | Cygnus olor                                               |      |
| Jungfrutrana                   | Anthropoides virgo                                        |      |
| Korp                           | Corvus corax                                              |      |
| Grågam                         | Aegypius monachus                                         |      |
| Vitögd dykand                  | Aythya nyroca                                             |      |
| Nilgås                         | Alopochen aegyptiaca                                      |      |
| Nymfkakadua                    | Nymphicus hollandicus                                     |      |
| Plommonhuvad parakit           | Psittacula cyanocephala                                   |      |
| Smutsgam                       | Neophron percnopterus                                     |      |
| Snatterand                     | Mareca strepera                                           |      |
| Mindre skrikörn                | Clanga pomarina                                           |      |
| Svangås                        | Anser cygnoides                                           |      |
| Silverfasan                    | Lophura nycthemera                                        |      |
| Sparvhök                       | Accipiter nisus                                           |      |
| Kungsörn                       | Aquila chrysaetos                                         |      |
| Stäppörn                       | Aquila nipalensis                                         |      |
| Stripgås                       | Anser indicus                                             |      |
| Gräsand                        | Anas platyrhynchos                                        |      |
| Brunand                        | Aythya ferina                                             |      |
| Svart svan                     | Cygnus atratus                                            |      |
| Berguv                         | Bubo bubo                                                 |      |
| Hornuggla                      | Asio otus                                                 |      |
| Vit stork                      | Ciconia ciconia                                           |      |
| Undulat                        | Melopsittacus undulatus                                   |      |

### Däggdjur
| Art                                       | Vetenskapligt namn                                 | Foto |
| ----------------------------------------- | -------------------------------------------------- | ---- |
| Armeniska mufflonfår                      | Ovis orientalis gmelini                            |      |
| Besoarget och vildget                     | Capra aegagrus aegagrus och Capra hircus           |      |
| Svarthövdad dödskalleapa                  | Saimiri boliviensis boliviensis                    |      |
| Dovhjort                                  | Dama dama                                          |      |
| Davidshjort                               | Elaphurus davidianus                               |      |
| Surikat                                   | Suricata suricatta                                 |      |
| Eurasisk lo och kaukasisk lo              | Lynx lynx och Lynx lynx dinniki                    |      |
| Europeisk grävling                        | Meles meles                                        |      |
| Flodiller                                 | Mustela lutreola                                   |      |
| Flodhäst                                  | Hippopotamus amphibius                             |      |
| Guldschakal                               | Canis aureus                                       |      |
| Vanlig mara                               | Dolichotis patagonum                               |      |
| Hästar, bland andra Przewalskis häst      | Equus caballus                                     |      |
| Indisk elefant                            | Elephas maximus indicus                            |      |
| Jaguar                                    | Panthera onca                                      |      |
| Japansk makak                             | Macaca fuscata                                     |      |
| Ringsvanslemur                            | Lemur catta                                        |      |
| Kungstiger, leusistisk och sibirisk tiger | Panthera tigris tigris und Panthera tigris altaica |      |
| Kragbjörn                                 | Ursus thibetanus                                   |      |
| Halvåsna                                  | Equus hemionus kulan                               |      |
| Lamadjur                                  | Lama glama                                         |      |
| Leopard                                   | Panthera pardus                                    |      |
| Lejon                                     | Panthera leo                                       |      |
| Manfår                                    | Ammotragus lervia                                  |      |
| Mandrill                                  | Mandrillus sphinx                                  |      |
| Mantelbabian                              | Papio hamadryas                                    |      |
| Halsbandsflyghund                         | Rousettus aegyptiacus                              |      |
| Rådjur                                    | Capreolus capreolus                                |      |
| Rhesusapa                                 | Macaca mulatta                                     |      |
| Djungelkatt                               | Felis chaus                                        |      |
| Svartvit vari                             | Varecia variegata                                  |      |
| Serval                                    | Leptailurus serval                                 |      |
| Sibirisk stenbock                         | Capra sibirica                                     |      |
| Sikahjort                                 | Cervus nippon                                      |      |
| Syrisk brunbjörn                          | Ursus arctos syriacus                              |      |
| Kameldjur                                 | Camelus ferus                                      |      |
| Fläckig hyena                             | Crocuta crocuta                                    |      |
| Varg och Yukonvarg                        | Canis lupus und Canis lupus pambasileus            |      |

### Reptiler
| Art                       | Vetenskapligt namn           | Foto |
| ------------------------- | ---------------------------- | ---- |
| Armenisk bergorm          | Montivipera raddei           |      |
| Armenisk landsköldpadda   | Testudo graeca armeniaca     |      |
| Grön leguan               | Iguana iguana                |      |
| Kungsboa                  | Boa constrictor imperator    |      |
| Kaspisk bäcksköldpadda    | Mauremys caspica             |      |
| Kungspyton                | Python regius                |      |
| Nätpyton                  | Malayopython reticulatus     |      |
| Nilkrokodil               | Crocodylus niloticus         |      |
| Madagaskarboa             | Acrantophis madagascariensis |      |
| Afrikansk klippyton       | Python sebae                 |      |
| Regnbågsboa               | Epicrates cenchria           |      |
| Rödörad vattensköldpadda  | Trachemys scripta elegans    |      |
| Afrikansk sporrsköldpadda | Centrochelys sulcata         |      |
| Tigerpyton                | Python molurus               |      |
| Europeisk sandboa         | Eryx jaculus                 |      |